# アンデシュ・ダール
アンデシュ・ダール（Anders (Andreas) Dahl、1751年3月17日 - 1789年5月25日）は、スウェーデンの植物学者でリンネの弟子である。ダリアに名前がつけられた植物学者である。

## 生涯
ヴァーンヘムに牧師の息子に生まれた。洗礼名はAndreasであったが、アンデシュとして知られる。幼い頃から植物学に興味を持ち、リンネの弟子のアンデシュ・ティドストローム（Anders Tidström）の1760年の採集旅行の記録に、ダールと彼の標本についての記述が見られる。1770年にウプサラ大学に入学し、リンネの弟子になったが、1771年に父親の死によって学業を続けられなくなった。リンネの推薦によって、リンネの弟子で、工場主の息子のクラース・アルストレーマー（Claes Alströmer）の個人博物館と植物園の学芸員に雇われた。スウェーデンや海外への採集旅行にも派遣され、アルストレーマーや自らのために標本を集めた。アルストレーマーはリンネから植物標本を受け取っていたため、ダールもリンネのコレクションを調べることができた。これらの標本は現在、スウェーデン自然史博物館で保存されている。
1781年にアルストレーマーが資金を出して、リンネの息子をイギリスに送るが、1783年に息子リンネが死ぬと、リンネの標本はアルストレーマーに送られ、ダールが、標本の出自を分類する作業を行った。1794年にアルストレーマーが没するとこの標本はスウェーデン王立科学アカデミーに送られ、後にスウェーデン科学史博物館に送られた。
1786年にドイツのキール大学の医学の名誉医学博士号を受け、翌年トュルクのオーボ・アカデミー（現在のヘルシンキ大学）の准教授になり医学と植物学を教えた。ダールは個人のコレクションはトゥルクに残されたが、歴史的大火で失われ、一部がヘルシンキ大学の植物学博物館のSahlberg's herbariumやエディンバラの王立植物園のGiseke's herbariumの一部として保存されている。

## ダリアの命名
ダールの名をダリアにつけた人物については多くの議論があり、多くの文献がリンネが命名者としているが、ダリアがヨーロッパで知られるようになったのはリンネの没した11年以上も後である。1789年にメキシコからもたらされたダリアをマドリード植物園長のアントニオ・ホセ・カヴァニレスがダールの没した2年後に紹介したのが最初とされる。そのほかにカール・ツンベルクによってマンサク科の植物が Dahlia crinitaと献名されたが現在はTrichocladus crinitus (Thunb.) Pers.の学名に改められた。

## 著書
- Observationes botanicae circa systema vegetabilium divi a Linne Gottingae 1784 editum, quibus accedit justae in manes Linneanos pietatis specimen. 1787
- Horologium Florae. In: Ny Journal uti Hushållningen. 1790